# Sneglebor
 For alternative betydninger, se Bor. (Se også artikler, som begynder med Bor)
Et sneglebor er et Bor, der består af et skaft med enkel eller dobbelt spiral, og som oftest forsynet med trækskrue, forskær og grundskær. Boret kaldes endvidere snedkerbor, snekkebor eller skruebor.
Der er nogen forvirring omkring brugen af sneglebor, spiralbor og snekkebor, der sprogligt og betydningsmæssigt ligger så tæt op ad hinanden, men hos fagfolk synes forvirringen at være mindre end hos menigmand, idet sneglebor, i hvert fald i vore dage, altid er brugt til huller af en vis størrelse og kvalitet, mens spiralboret – anvendt til træ – er et forbor, hvor det ikke betyder så meget hvordan hullet ser ud.
Sneglebor findes i mange former og mange størrelser, fra 8-10 mm op til 25 – 30 mm. Skal der bores større huller bruges ekspansionsbor eller anden form for bor.
Når sneglebor kommer på tale tænker de fleste vel nok på det klassiske til borsving, eller i dag til boremaskine (med 6-kantet kolbe), men kan ligervis være et stangbor.

## Ekstern henvisning
- Salaman, R. A. (1989) Dictionary of woodworking Tools. ISBN 0-04-440256-2
- http://www.baskholm.dk/haandbog/haandbog.html Arkiveret 16. september 2008 hos  Wayback Machine